# تیگران کئوسایان
تیگران کئوسایان (ارمنی: Տիգրան Քեոսայան؛ زادهٔ ۴ ژانویهٔ ۱۹۶۶) کارگردان، نویسنده، بازیگر ارمنی‌تبار اهل روسیه است.
از فیلم‌ها یا برنامه‌های تلویزیونی که وی در آن نقش داشته‌است می‌توان به گرما اشاره کرد.